# Campeonato Mundial de Voleibol Masculino de 1956
O Campeonato Mundial de Voleibol Masculino de 1956 foi a terceira edição do torneio, organizado pela FIVB. Foi realizado em Paris, França, de 30 de agosto a 12 de setembro 1956.

## Classificação Final
| Posição           | Time               |
| ----------------- | ------------------ |
| Medalha de ouro   | Tchecoslováquia    |
| Medalha de prata  | Romênia            |
| Medalha de bronze | União Soviética    |
| 4                 | Polônia            |
| 5                 | Bulgária           |
| 6                 | Estados Unidos     |
| 7                 | França             |
| 8                 | Hungria            |
| 9                 | China              |
| 10                | Iugoslávia         |
| 11                | Brasil             |
| 12                | Alemanha Oriental  |
| 13                | Países Baixos      |
| 14                | Itália             |
| 15                | Portugal           |
| 16                | Israel             |
| 17                | Bélgica            |
| 18                | Coreia do Sul      |
| 19                | Cuba               |
| 20                | Áustria            |
| 21                | Índia              |
| 22                | Turquia            |
| 23                | Luxemburgo         |
| 24                | Alemanha Ocidental |

| Campeonato Mundial de Voleibol Masculino de 1956 |
| Campeão                                          |
| ------------------------------------------------ |
| Tchecoslováquia 1º Título                        |